# Batalha de Padre Filiberto
A Batalha do Padre Filiberto foi um confronto ocorrido em 22 de fevereiro de 1828, entre as tropas do Exército Argentino e as do Império do Brasil, que lutavam na Guerra da Cisplatina pelo controle da Banda Oriental , em mãos brasileiras desde 1824.
O general Juan Antonio Lavalleja , no comando das tropas aliadas desde o retorno de Carlos María de Alvear a Buenos Aires , que avançou do acampamento argentino-uruguaio em Cerro Largo para obter montarias, após sair de Yerbal, marchou sobre o acampamento inimigo na fazenda Padre Filiberto. O ataque não teve sucesso, e Lavalleja se retirou do campo de batalha . Ele recuaria taticamente em direção ao Rio da Prata , deixando apenas uma guarda avançada sob o comando do general Julián Laguna em Yaguarón

## A Batalha
Durante a Guerra da Cisplatina, Juan Antonio Lavalleja , após um ataque bem-sucedido às forças imperiais fortificadas, 25 km ao norte de Villa Yaguarón, com o objetivo de apreender cavalos, marchou sobre o acampamento que as forças imperiais haviam estabelecido na fazenda “Padre Filiberto”, mas teve que se retirar devido à chegada de importantes reforços enviados por Balmaceda.
Em 21 de fevereiro de 1828, o general Lavalleja, com uma forte coluna de cavalaria, avançou em direção às posições ocupadas pelas tropas brasileiras que, em busca de melhores pontos de abastecimento de água, haviam atravessado o Arroyo Grande e acampado na fazenda Padre Filiberto.
Ao amanhecer do dia 22, Lavalleja lançou três colunas contra as linhas dos postos avançados, permanecendo escondido atrás de uma elevação com o grosso de suas forças. Simultaneamente, o Regimento de Dragões Orientais circulou para atacar a retaguarda inimiga.
Os postos avançados inimigos foram derrotados, mas o intenso tiroteio atraiu a atenção do marechal Otto Philipp Braun , que alocou 500 cavaleiros e duas baterias (o que ele tinha naquele momento) para deter as colunas atacantes, enviando um pouco depois outro batalhão e uma brigada de artilharia para se juntarem à luta, tentando resistir ao ataque dos republicanos, até que o resto do exército imperial pudesse ser eliminado.